# Cepillo de codo
El cepillo de codo es una máquina para dar acabado a piezas ya empezadas en el torno. Existen unas piezas llamadas piezas caprichosas que son las piezas que sólo se pueden hacer en máquinas como la fresadora o el cepillo de codo.

## Seguridad
Principalmente debe haber suelo antiderrapante, y una línea en el suelo marcando el área máxima a la que podrán acceder las personas que no estén trabajando para evitar accidentes.
a

## agua
Primero, debes de tener las manos secas para evitar otro tipo de accidentes. La bancada debe de estar limpia, aceitada y libre de rebaba. La bancada se puede limpiar con estopa. Y si desean cuidar su ropa al trabajar, de preferencia se utiliza una bata de gabardina.

## Partes del cepillo de codo
- Carnero o Ariete
- Fraile
- Opresor
- Manivela
- Motor eléctrico
- Palanca del Ariete
- La transmisión
- Piñón
- Banda.
- Poleas
- Mesa transversal y Graduada
- Bancada de la mesa
- Estructura
- Corona
- Cabezal

- Datos: Q2840934